# Mullutu laht
Mullutu laht (est. Mullutu laht) – jezioro w gminie Karma w prowincji Saare w Estonii. Położone jest na południe od wsi Mullutu. Ma powierzchnię 415,1 hektarów, linię brzegową o długości 19530 m. Znajduje się na nim 6 wysp o łącznej powierzchni 2,4 ha. Jezioro należy do utworzonego w 2007 roku obszaru chroniony Mullutu-Loode hoiuala.
Brzegi jeziora stanowią tereny bagienne, jezioro jest w dużym stopniu zarośnięte. Sąsiadują z nim jeziora Suurlaht, Vägara laht i Paadla laht. Z jeziora wypływa Nasva jõgi.